# Нортхемптон (Њујорк)
Нортхемптон (енгл. Northampton) насељено је место без административног статуса у америчкој савезној држави Њујорк.

## Демографија
По попису из 2010. године број становника је 570, што је 102 (21,8%) становника више него 2000. године.
| Група             | 2000.       | 2010.       |
| Белци             | 191 (40,8%) | 285 (50,0%) |
| Афроамериканци    | 207 (44,2%) | 157 (27,5%) |
| Азијати           | 4 (0,9%)    | 2 (0,4%)    |
| Хиспаноамериканци | 39 (8,3%)   | 112 (19,6%) |
| Укупно            | 468         | 570         |